# Love & Kisses
Love & Kisses was een Britse discoband, samengesteld door producent Alex R. Costandinos tijdens de jaren 1970 met een verscheidenheid aan zangers/zangeressen..

## Geschiedenis
Na zijn medewerking aan het debuutalbum Love in C Minor (1976) van Cerrone, formeerde Costandinos Love & Kisses tijdens de vroege jaren 1970 en kort daarna bracht de groep hun eerste album uit, dat slechts twee songs bevatte en aldus werd geclassificeerd als een dubbele A-kant-single met de songs Accidental Lover en I Found Love (Now That I Found You), die orkestklanken, klassieke invloeden en een disco-bewerking combineerde. De single plaatste zich drie weken lang op de toppositie in de Billboard Hot 100-hitlijst.
Het daaropvolgende jaar werd hun tweede album How Much, How Much I Love You / Maybe uitgebracht, gebruik makend van dezelfde basisformule. Beide songs werden top 5-discohits. Deze werden gevolgd door de grootste hit van de band Thank God It's Friday, de themasong van de gelijknamige film. De song plaatste zich in de r&b-hitlijst (#23), de Billboard Hot 100 (#22) en de Hot Dance Music/Club Play-hitlijst (#1, 6 weken). De soundtrack die de songs Last Dance van Donna Summer en Too Hot ta Trot van The Commodores bevatte, werd genomineerd voor een Grammy Award.
Hun derde en laatste album You Must Be Love werd uitgebracht in 1979, maar had weinig succes. Kort daarna werd de groep ontbonden en later werd nog Bap Bap uitgebracht.

## Discografie

### Singles
- 1977: I've Found Love (Now That I Found You) / Accidental Lover
- 1977: Accidental Lover / I've Found Love (Now That I Found You)
- 1978: Thank God It's Friday / You're The Most Precious Thing In My Life (van de film Thank God It's Friday)
- 1978: How Much, How Much I Love You / Maybe
- 1978: You're The Most Precious Thing In My Life (van de film Thank God It's Friday)
- 1979: You Must Be Love
- 1982: Bap Bap / Right Here In My World

### Albums
- 1977 Love and Kisses
- 1978 How Much, How Much I Love You
- 1979 You Must Be Love